# Cantón de Bosnia Central
El cantón de Bosnia Central (en bosnio: Srednjobosanski kanton; en croata: Županija Središnja Bosna; en serbio: Средњобосански кантон) es uno de los 10 cantones en que se divide la  Federación de Bosnia-Herzegovina, en Bosnia y Herzegovina. Está situado en el centro del país. El centro del gobierno del cantón es la ciudad de Travnik. El cantón tiene una extensión de 3.189 km² y una población de 254.992 habitantes en 2009.

## Geografía
Está situado en el centro del país, al oeste de Sarajevo. El centro de gobierno del cantón es la localidad de Travnik.

## Organización administrativa
Administrativamente, el cantón de Bosnia Central se divide en 12 municipalidades: Bosníaca
| Municipio         | Superficie km² | Población (2013) | Etnia mayoritaria |
| ----------------- | -------------- | ---------------- | ----------------- |
| Bugojno           | 351            | 34.559           | Mixta             |
| Busovača          | 158            | 18.488           | Mixta             |
| Dobretići         | 59             | 2.041            | Croata            |
| Donji Vakuf       | 320            | 24.232           | Bosníaca          |
| Fojnica           | 306            | 13.047           | Bosníaca          |
| Gornji Vakuf      | 402            | 22.304           | Bosníaca          |
| Jajce             | 339            | 30.758           | Mixta             |
| Kiseljak          | 165            | 21.919           | Croata            |
| Kreševo           | 149            | 5.638            | Croata            |
| Novi Travnik      | 242            | 25.107           | Bosníaca          |
| Travnik (capital) | 529            | 16.534           | Bosníaca          |
| Vitez             | 159            | 27.006           | Croata            |

## Grupos étnicos
El mayor grupo étnico está constituido por los bosníacos (ellos viven principalmente en las municipalidades de Jajce, Novi Travnik, Travnik, Donji Vakuf, Bugojno, Gornji Vakuf - Uskoplje, Vitez, Busovaca, Fojnica and Kiseljak), el segundo grupo lo constituyen los croatas (ellos viven principalmente en las municipalidades de Jajce, Dobretići, Novi Travnik, Vitez, Busovača, Kiseljak, y Kreševo, Gornji Vakuf - Uskoplje, and Fojnica). 

### Demografía
El Cantón tenía una población de 339.702 habitantes en 1991, de los cuales eran:	
- Bosniacos: 146,608 (43.2%)
- Croatas: 131,744 (38.8%)
- Serbios: 40,809 (12.0%)
- Yugoslavos: 13,803 (4.1%)
- Otros: 6,738 (1.9%)

El Cantón tenía una población de 254.686 habitantes para 2013, de los cuales eran:	
- Bosniacos (57,58%)
- Croatas: (38.33%)
- Serbios: (1,19%)